# Opinion 2027
Opinion 2027とは、野生種とそれから派生した家畜種17種の保留名に関する動物命名法国際審議会 (ICZN, International Commission on Zoological Nomenclature) の意見書 (Opinion) である。Opinion 2027 には Case 3010 と呼ばれる案件に対する返答と、それに続くコメントが含まれる。
もし野生種とそこから派生した家畜種が同一種であるとみなされるとき、1つの学名が野生種にも家畜種にも当てられる。野生種がそれから派生したと考えられている家畜種より後に命名された場合は、先取権の原則に則って家畜種を指してた学名が野生種にも用いられることになる。それを防ぐために審議会による強権が発動され、この意見書に基づいて、新参シノニムである野生種を意図して与えられた学名を保留名として使用することが認められる。

## 該当種
家畜種の記載年の方が野生種の記載年より早い場合、本来は家畜種と野生種は同一であるため、先取権の原則により家畜種に名付けられた古い学名が優先されて有効名となるが、Opinion 2027 により野生種に対して名付けられた新しい学名を用いることができる。
本意見書の規定に該当するのは以下の17種である。ただし、ここに示されている野生種は現在では家畜種の直接の祖先種ではないと考えられている場合もある。
凡例
野生種（学名は保留名）
それから分化した家畜種（学名は別種として扱うときのもの）
クワコ Bombyx mandarina (Moore, 1872)
カイコガ Bombyx mori (Linnaeus, 1758)
ガウル Bos gaurus Smith, 1827
ガヤル Bos frontalis Lambert, 1804
ヤク Bos mutus Przewalski, 1883
ヤク Bos grunniens Linnaeus, 1766
オーロックス Bos primigenius Bojanus, 1827
ウシ Bos taurus Linnaeus, 1758
スイギュウ（アジアスイギュウ） Bubalus arnee (Kerr, 1792)
スイギュウ Bubalus bubalis (Linnaeus, 1758)
フタコブラクダ Camelus ferus Przewalski, 1878
フタコブラクダ Camelus bactrianus Linnaeus, 1758
オオカミ（タイリクオオカミ） Canis lupus Linnaeus, 1758
イヌ Canis familiaris Linnaeus, 1758
パサン Capra aegagrus Erxleben, 1777
ヤギ Capra hircus Linnaeus, 1758
ギベリオブナ Carassius gibelio (Bloch, 1782)
キンギョ Carassius auratus (Linnaeus, 1758)
パンパステンジクネズミ Cavia aperea Erxleben, 1777
モルモット Cavia porcellus (Linnaeus, 1758)
アフリカノロバ Equus africanus Heuglin & Fitzinger, 1866
ロバ Equus asinus Linnaeus, 1758
ノウマ Equus ferus Boddaert, 1785
ウマ Equus caballus Linnaeus, 1758
ヨーロッパヤマネコ Felis silvestris Schreber, 1777
ネコ Felis catus Linnaeus, 1758
グアナコ Lama guanicoe Müller, 1776
リャマ Lama glama Linnaeus, 1758
ヨーロッパケナガイタチ Mustela putorius Linnaeus, 1758
フェレット Mustela furo Linnaeus, 1758
ムフロン Ovis orientalis Gmelin, 1774
ヒツジ Ovis aries Linnaeus, 1758
ビクーニャ Vicugna vicugna (Molina, 1782)
アルパカ Vicugna pacos (Linnaeus, 1758)